# Capitanes de Mexico
Les Capitanes de Mexico (en espagnol : Capitanes de Ciudad de México ; en anglais : Mexico City Capitanes) sont une équipe mexicaine professionnelle de basket-ball domiciliée à Mexico. Depuis 2021, l'équipe est franchisée dans la NBA Gatorade League.

## Historique

### Formation
Un groupe d'investisseurs dirigé par Moisés Cosío, annonce la fondation de cette nouvelle franchise.
Durant leur trois premières saisons, les Capitanes ont concouru en tant que club membre de la Liga Nacional de Baloncesto Profesional (LNBP). Actuellement l'équipe est membre de la NBA G League. L'équipe joue ses matchs à domicile au Arena Ciudad de México à Mexico.

## Logo et uniformes
Les couleurs des Capitanes se composent de bleu, de jaune et de gris. Les uniformes se composent d'un maillot bleu avec un contour jaune brodé et des lignes jaunes sur les côtés. Le maillot extérieur est l'exact opposé du maillot domicile, puisqu'il est majoritairement jaune avec des broderies bleues. La couleur alternative est le gris, avec du jaune brodé dans le cou et les côtés.

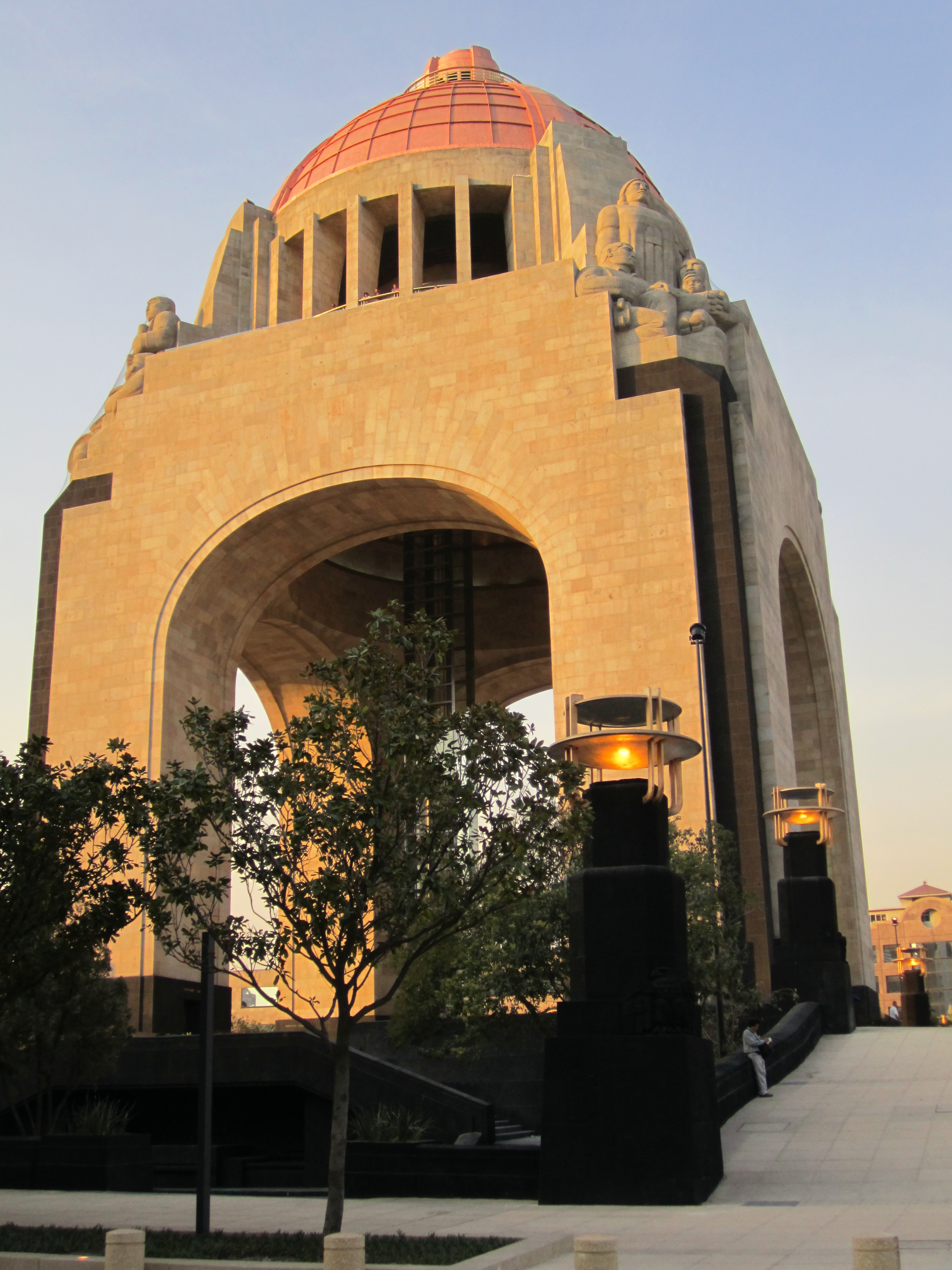
Le point de repère, sur lequel le logo est inspiré.

Le logo de l'équipe se compose d'un rendu jaune et bleu du Monument à la Révolution, un monument de Mexico, avec le mot Capitanes, en dessous, et Ciudad de México (Ville de Mexico), dans une typographie plus petite.

### Logo

Logo des Capitanes de Mexico